# کشتی مانیتور ادمیرال اسپیریدوف آلمان
کشتی مانیتور ادمیرال اسپیریدوف آلمان (به انگلیسی: Russian monitor Admiral Spiridov) یک کشتی بود که طول آن ۲۵۴ فوت (۷۷٫۴ متر) بود. این کشتی  در سال ۱۸۶۸ ساخته شد.